# Munition incendiaire
Une munition incendiaire est un type de munition contenant un composé qui brûle et provoque des incendies rapidement. Ce type de munition existe pour différents calibres de balles et d'obus, des roquettes, et des bombes.

## Balles et obus incendiaires

### Histoire

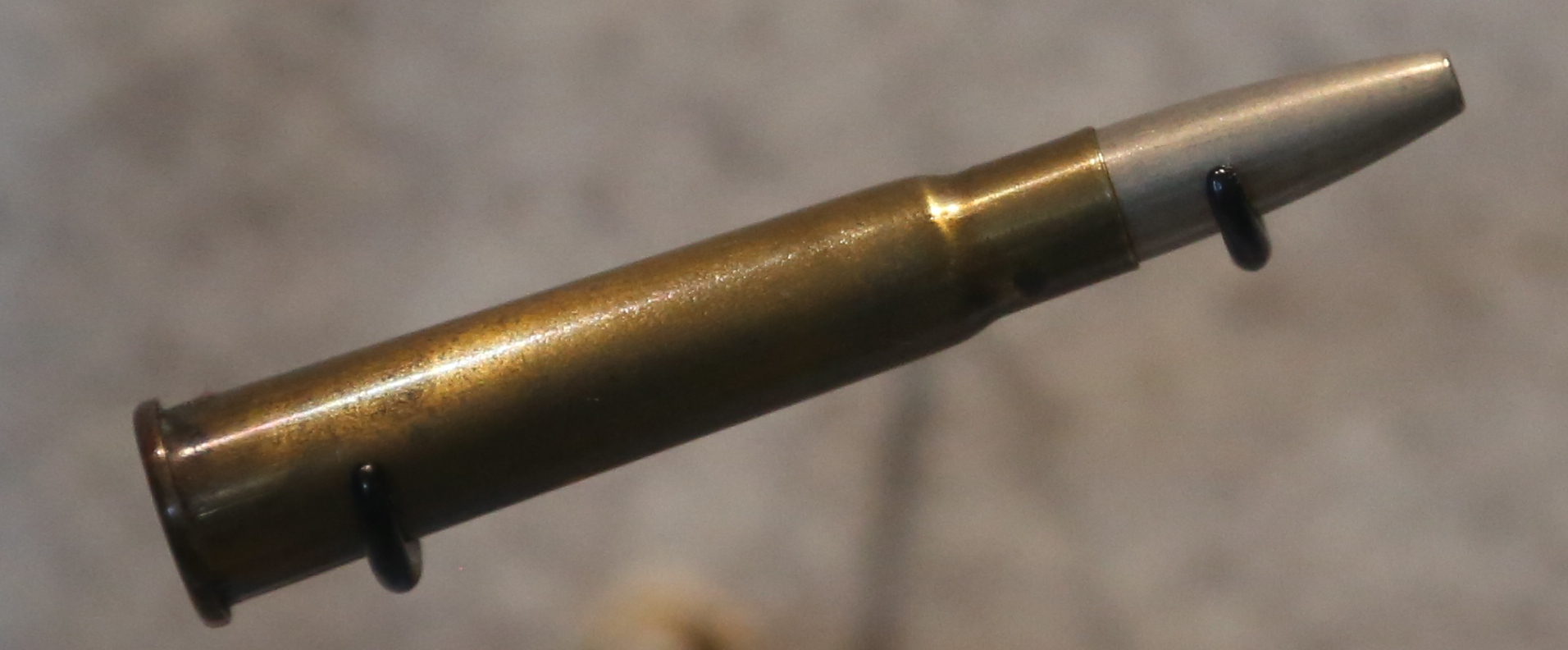
Une balle incendiaire britannique de la Première Guerre mondiale (collection du Royal Armouries Museum).

Les balles incendiaires furent utilisées pour la première fois lors de la Première Guerre mondiale à partir de 1918. Elles équipaient les avions de combat pour détruire les Drachens et Zeppelins ennemis. Les puissances européennes furent les premières à utiliser ce genre de munition avant les États-Unis.
Elles ont été ensuite très utilisées au cours des combats aériens de la Seconde Guerre mondiale, par exemple lors de la bataille d'Angleterre. Elles permettaient d'enflammer facilement les réserves de carburant. Ces balles étaient cependant inefficaces contre les blindés.